# AG-53
La autovía AG-53 o Autovía Dozón-Orense es una autovía autonómica libre de peaje de la Junta de Galicia que transcurre entre Alto de Santo Domingo en el municipio de Dozón con la conexión a la autopista de peaje AP-53, y Barbantes en el municipio de Pungín con la conexión a la autovía A-52. Consta de unos 30,89 kilómetros de longitud y la velocidad se limita a 120 km/h. Es explotada por la empresa Autoestrada Alto de Santo Domingo-Ourense, S.A. (actualmente Agencia Gallega de Infraestructuras) bajo concesión administrativa dependiente de la Junta de Galicia. Cuenta con unos 8 viaductos (2 de ellos sobre el ferrocarril de la LAV Santiago de Compostela-Orense y otro sobre la línea convencional Zamora-La Coruña) y 4 enlaces (2 de ellos, el Nudo de Maside con la AG-54 y otro con la A-52).

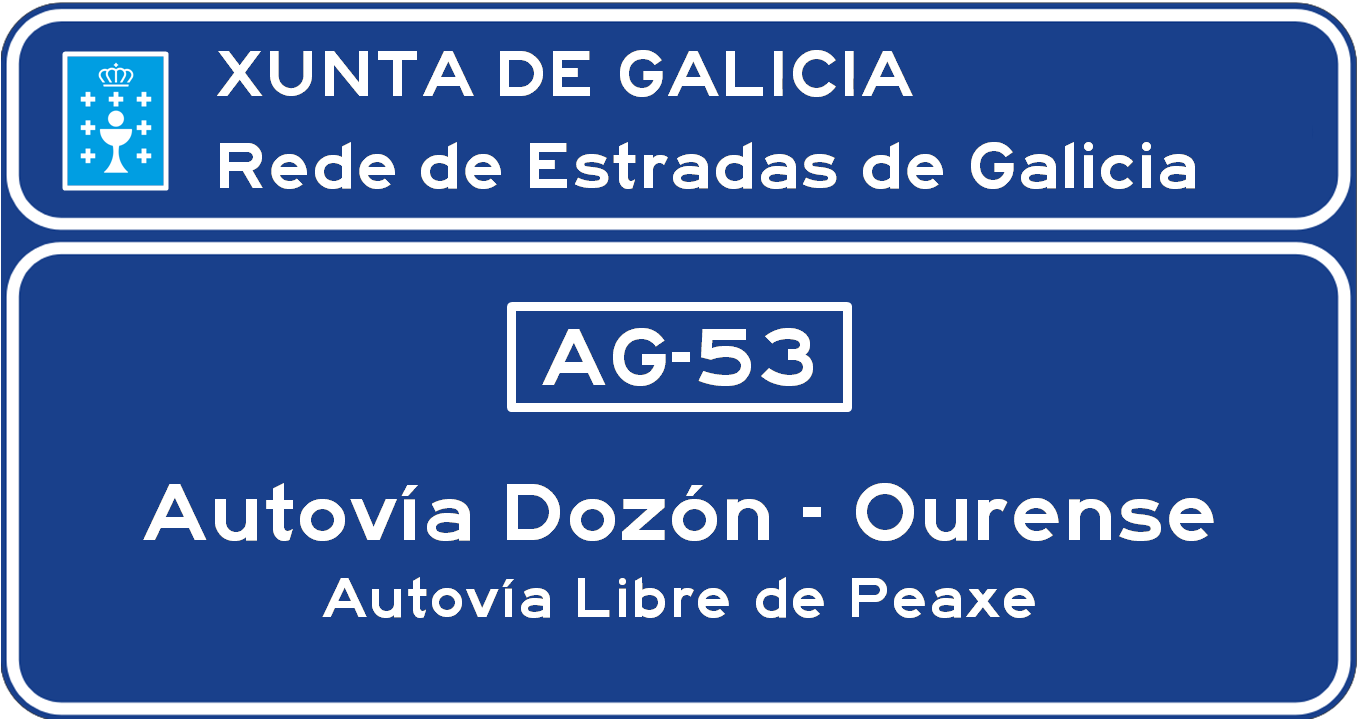
Señal de confirmación de la autovía Dozón - Ourense AG-53.

## Historia
Previamente a la construcción de la AG-53, se hizo la autopista de peaje AP-53, con la que tiene continuidad. El primer tramo de la AP-53 entre Santiago de Compostela y Silleda se puso en servicio en diciembre de 2002, el segundo tramo entre Silleda y Lalín, en diciembre de 2003, y el tercer tramo entre Lalín y Alto de Santo Domingo, en junio de 2004.
Las obras de la autopista libre de peaje fueron iniciadas el 27 de mayo de 2005, y el primer tramo entre Alto de Santo Domingo y Cea fue inaugurado el 15 de octubre de 2007 por el presidente de la Junta de Galicia, Emilio Pérez Touriño; el segundo tramo entre Cea y Barbantes fue puesto en servicio y abierto al tráfico sin acto inaugural, el 25 de abril de 2009.

## Tramos
| Denominación | Tramo                                    | Kilómetros | Año servicio |
| ------------ | ---------------------------------------- | ---------- | ------------ |
| AG-53        | AP-53 Alto de Santo Domingo - OU-504 Cea | 18         | 2007         |
| AG-53        | OU-504 Cea - A-52 Barbantes              | 14,1       | 2009         |

## Salidas
| Velocidad | Esquema | Salida | Sentido Barbantes (A-52)                                                                    | Carriles | Sentido Dozón (AP-53)                                                                                               | Carretera   | Notas |
| --------- | ------- | ------ | ------------------------------------------------------------------------------------------- | -------- | --- | ----------- | ----- |
|           |         |        | Comienzo de la Autovía Dozón-Orense AG-53 Procede de: AP-53 Alto de Santo Domingo           |          | Fin de la Autovía Dozón-Orense AG-53 Incorporación final: AP-53 Dirección final: AP-53 Lalín Santiago de Compostela | AP-53       |       |
|           |         |        |                                                                                             |          | | N-525       |       |
|           |         |        |                                                                                             |          | |             |       |
|           |         | 65     | N-525 Piñor Osera Orense                                                                    |          | N-525 Piñor Dozón Osera                                                                                             | N-525       |       |
|           |         |        | viaducto de Asneiros 140 metros                                                             |          | viaducto de Asneiros 140 metros                                                                                     |             |       |
|           |         |        | viaducto de Arenteiro 175 metros                                                            |          | viaducto de Arenteiro 175 metros                                                                                    |             |       |
|           |         |        | viaducto de Mirela 105 metros                                                               |          | viaducto de Mirela 105 metros                                                                                       |             |       |
|           |         |        | viaducto de Marañao 105 metros                                                              |          | viaducto de Marañao 105 metros                                                                                      |             |       |
|           |         | 73     | OU-504 Carballino Cea                                                                       |          | OU-504 Carballino Cea                                                                                               | OU-504      |       |
|           |         |        | LAV Santiago-Orense 55 metros                                                               |          | LAV Santiago-Orense 55 metros                                                                                       |             |       |
|           |         |        | ff.cc. Zamora-La Coruña 70 metros                                                           |          | ff.cc. Zamora-La Coruña 70 metros                                                                                   |             |       |
|           |         | 78-79  | AG-54 Maside Carballino N-541 Pontevedra                                                    |          | AG-54 Maside Carballino N-541 Pontevedra                                                                            | AG-54       |       |
|           |         |        | ACCESO CERRADO POR OBRAS Futura área de Servicio de Barbantiño (pendiente nueva licitación) |          | ACCESO CERRADO POR OBRAS Futura área de Servicio de Barbantiño (pendiente nueva licitación)                         |             |       |
|           |         |        | viaducto de Barbantiño 780 metros                                                           |          | viaducto de Barbantiño 780 metros                                                                                   |             |       |
|           |         |        | viaducto río Miño 440 metros                                                                |          | viaducto río Miño 440 metros                                                                                        |             |       |
|           |         | 87     | A-52 Vigo OU-402 Toén                                                                       |          | | A-52 OU-402 |       |
|           |         |        | Fin de la Autovía Dozón-Orense AG-53 Dirección final: A-52 Orense Benavente                 |          | Inicio de la Autovía Dozón-Orense AG-53 Procede de: A-52 Barbantes                                                  | A-52        |       |